# Port lotniczy Saint Georges de l’Oyapock
Port lotniczy Saint Georges de l’Oyapock – czwarty co do wielkości port lotniczy Gujany Francuskiej, zlokalizowany w miejscowości Saint-Georges-de-l’Oyapock.